# Scaphocalanus paraustralis
Scaphocalanus paraustralis is een eenoogkreeftjessoort uit de familie van de Scolecitrichidae. De wetenschappelijke naam van de soort is voor het eerst geldig gepubliceerd in 1987 door Schulz.